# Jonas Samuel Bagge
Jonas Samuel Bagge, född 1803 i Uddevalla, död 4 januari 1870 i Falun, var en svensk fysiker och mekaniker.
Bagge blev filosofie magister i Lund 1829, adjunkt i fysik vid Teknologiska institutet i Stockholm 1830 och lärare i mekanik vid Bergsskolan i Falun 1838. Han blev ledamot av Vetenskapsakademien 1857.
Bagge var en ansedd lärare samt utförde en mängd anläggningar och verk för bergs- och brukshanteringen. Han utgav flera värdefulla arbeten i sin vetenskap, till exempel Elementarkurs i fysiken såsom förberedelse till studier af fysiska teknologien (1835), varjämte han under en följd av år deltog i redaktionen av Jernkontorets "Annaler".
Bagge grundade 1836 J.S. Bagge & Co:s Kemiska fabrik för Elddon i Stockholm, som var i drift till 1848. Den var Sveriges första tändsticksfabrik.